# Melodifestivalen 2016
Melodifestivalen 2016 – 55. edycja festiwalu, będącego szwedzkimi eliminacjami do 61. Konkursu Piosenki Eurowizji. Półfinały odbyły się kolejno: 6, 13, 20 oraz 27 lutego, koncert drugiej szansy – 5 marca, a finał – 12 marca. Podczas rund półfinałowych o wynikach decydowali telewidzowie za pomocą głosowania telefonicznego, natomiast reprezentanta wybrali wraz z międzynarodową komisją jurorską.
Selekcje wygrał Frans z utworem „If I Were Sorry”, zdobywając w sumie 156 punktów w finale eliminacji.

## Format
Dwudziestu ośmiu uczestników podzielono na cztery siedmioosobowe półfinały. Z każdego półfinału dwójka najlepszych uczestników otrzyma automatyczny awans do finału. Laureaci trzeciego oraz czwartego miejsca półfinałów zakwalifikowani będą do etapu drugiej szansy, z którego kolejna czwórka zakwalifikuje się do wielkiego finału.

### Harmonogram
Tradycyjnie każdy etap odbywał się w innym szwedzkim mieście, a finał został zorganizowany w Friends Arena w Solnie na północ od centrum Sztokholmu.
| Data      | Miasto     | Miejsce              | Etap                         |
| --------- | ---------- | -------------------- | ---------------------------- |
| 6 lutego  | Göteborg   | Scandinavium         | Półfinał 1                   |
| 13 lutego | Malmö      | Malmö Arena          | Półfinał 2                   |
| 20 lutego | Norrköping | Himmelstalundshallen | Półfinał 3                   |
| 27 lutego | Gävle      | Gavlerinken Arena    | Półfinał 4                   |
| 5 marca   | Halmstad   | Halmstad Arena       | Druga szansa (Andra chansen) |
| 12 marca  | Sztokholm  | Friends Arena        | Finał                        |

## Półfinały

### Półfinał 1

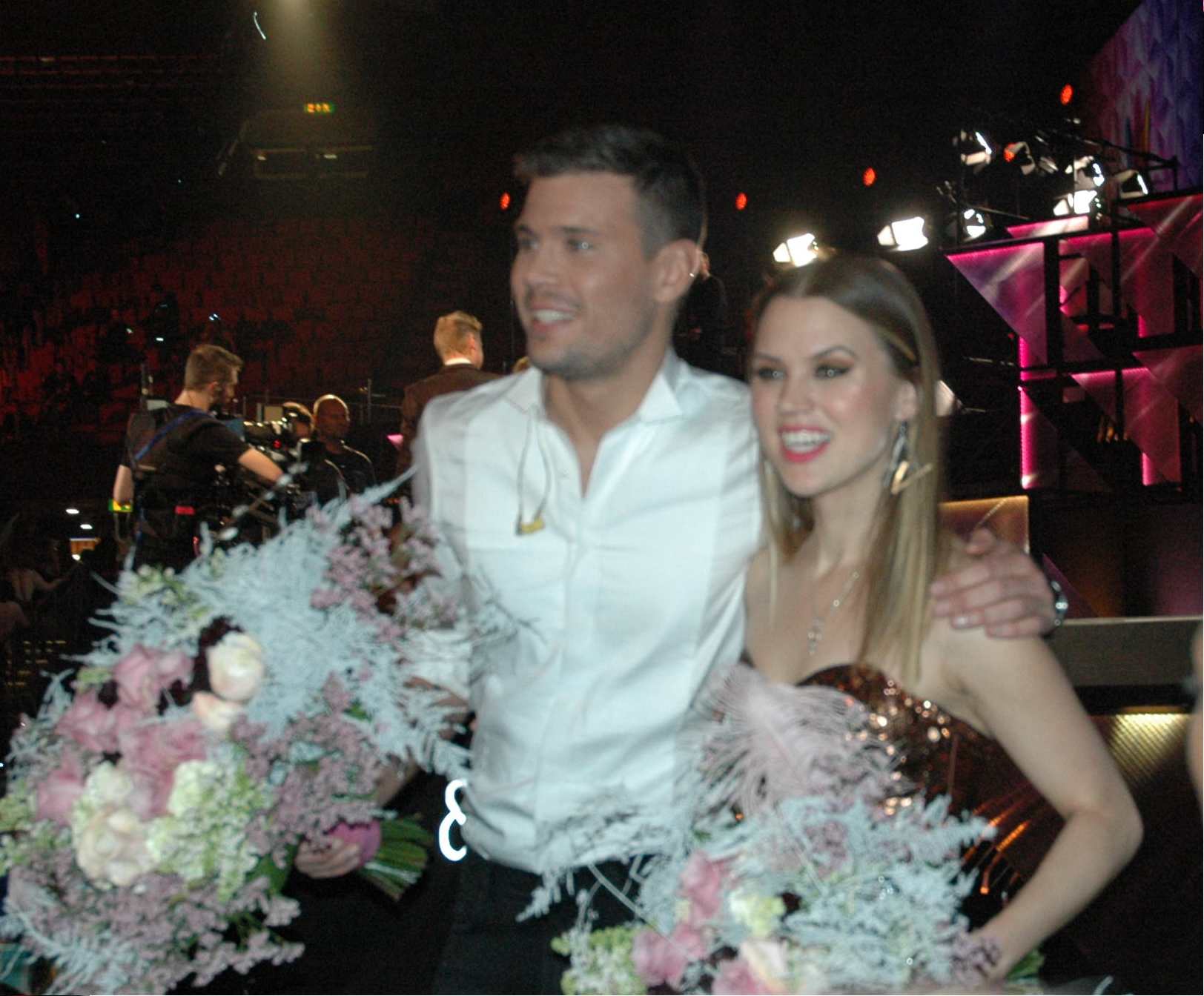
Robin Bengtsson i Ace Wilder – finaliści konkursu

Pierwszy półfinał odbył się 6 lutego 2016 w Scandinavium w Göteborgu, koncert prowadziły Gina Dirawi i Petra Mede. Spośród siedmiu uczestników bezpośrednio do finału awansowali: Ace Wilder z piosenką „Don’t Worry” oraz Robin Bengtsson z utworem „Constellation Prize”, a Samir i Viktor oraz Albin i Mattias ze swoimi kompozycjami trafili do koncertu drugiej szansy.

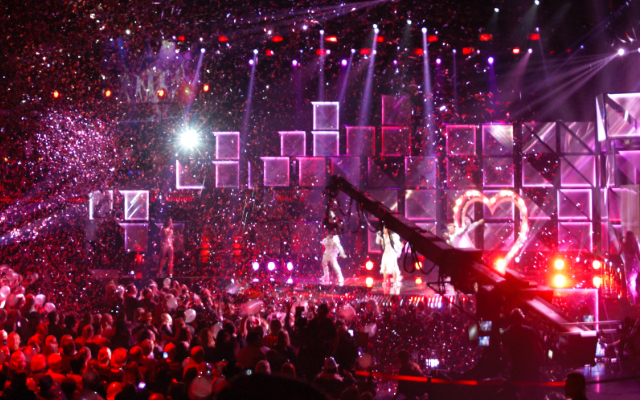
Scena Melodifestivalen 2016

Koncert rozpoczął się występem prowadzących, które zaśpiewały utwór „Hela Sveriges fest”. W dalszej części półfinału wystąpiły razem z Lassem Kronérem, z którym zaśpiewały piosenkę „Allt är Eurovisions fel”. Podczas przerwy na głosowanie na scenie zaśpiewał także hiszpański zespół Las Ketchup, który zaprezentował swój przebój „The Ketchup Song (Aserejé)”. Oprócz tego, w trakcie koncertu zaprezentowano także krótkie filmy: jeden z nich z udziałem aktora komediowego Jonasa Gardella, a drugi z aktorką Stiną Ekblad, która wyrecytowała w dramatyczny sposób tekst piosenki „Groupie” Samira i Viktora.
Dwa dni przed rozegraniem półfinału, tj. 4 lutego, ogłoszono dyskwalifikację ze stawki konkursowej Anny Book i jej utworu „Himmel för två”. Powodem odsunięcia piosenkarki z udziału było naruszenie regulaminu konkursu poprzez publikację konkursowej propozycji przed terminem: piosenka została wcześniej zaprezentowana podczas mołdawskich eliminacji eurowizyjnych w 2014 roku (jako „Taking Care of a Broken Heart” nagrana przez Felicię Dunaf. Anna Book wystąpiła jednak podczas półfinału, jednak poza konkursem.
Podczas koncertu telewidzowie oddali łącznie 4,389,687 głosów, dzięki czemu zebrano łącznie 477,689 koron szwedzkich dla Radiohjälpen.
| L.p. | Artysta            | Piosenka              | Tekst (t) / Muzyka (m)                                                                         | Liczba głosów | Liczba głosów | Liczba głosów | Miejsce | Rezultat        |
| L.p. | Artysta            | Piosenka              | Tekst (t) / Muzyka (m)                                                                         | Runda 1       | Runda 2       | Razem         | Miejsce | Rezultat        |
| ---- | ------------------ | --------------------- | ---------------------------------------------------------------------------------------------- | ------------- | ------------- | ------------- | ------- | --------------- |
| 1    | Samir i Viktor     | „Bada nakna”          | Fredrik Kempe (t/m), David Kreuger (t/m), Anderz Wrethov (t/m)                                 | 752,944       | 77,908        | 830,852       | 3       | Drunga szansa   |
| 2    | Pernilla Andersson | „Mitt guld”           | Pernilla Andersson, Fredrik Rönnqvist (t/m)                                                    | 258,74        | —             | 258,74        | 6       | Odpadła         |
| 3    | Mimi Werner        | „Ain’t No Good”       | Mimi Werner (t/m), Göran Werner (t/m), Marcus Svedin (t/m), Jason Saenz (t/m)                  | 617,265       | 67,18         | 684,445       | 5       | Odpadła         |
| 4    | Albin i Mattias    | „Rik”                 | Albin Johnsén (t/m), Mattias Andréasson (t/m)                                                  | 725,693       | 61,166        | 786,859       | 4       | Druga szansa    |
| 5    | Anna Book          | „Himmel för två”      | Sven-Inge Sjöberg (t/m), Lennart Wastesson (t/m), Larry Forsberg (t/m), Camilla Läckberg (t/m) | —             | —             | —             | —       | Dyskwalifikacja |
| 6    | Robin Bengtsson    | „Constellation Prize” | Bobby Ljunggren (t/m), Henrik Wikström (t/m), Mark Hole (t/m), Martin Eriksson (t/m)           | 836,672       | 112,863       | 949,535       | 1       | Finał           |
| 7    | Ace Wilder         | „Don’t Worry”         | Joy Deb (t/m), Linnea Deb (t/m), Anton Hård af Segerstad (t/m), Ace Wilder (t/m)               | 772,879       | 99,797        | 872,676       | 2       | Finał           |

Legenda:
     Uczestnicy, którzy awansowali do finału
     Uczestnicy, którzy trafili do drugiej szansy
     Uczestnicy, którzy zostali zdyskwalifikowani

### Półfinał 2
Drugi półfinał odbył się 13 lutego 2016 w Malmö Arena w Malmö, koncert poprowadziła Gina Dirawi. Pierwotnie drugą prowadzącą miała zostać Charlotte Perrelli, jednak została odsunięta z funkcji konferanjserki z powodu udziału w reklamie telewizyjnej sieci telekomunikacyjnej. Piosenkarka wystąpiła jednak jako gość specjalny koncertu.
Spośród siedmiu uczestników bezpośrednio do finału awansowali: Wiktoria z piosenką „Save Me” oraz David Lindgren z utworem „We Are Your Tomorrow”, a Molly Pettersson Hammar oraz Isa ze swoimi kompozycjami trafiły do koncertu drugiej szansy.
| L.p. | Artysta                                           | Piosenka                | Tekst (t) / Muzyka (m)                                                                        | Liczba głosów | Liczba głosów | Liczba głosów | Miejsce | Rezultat     |
| L.p. | Artysta                                           | Piosenka                | Tekst (t) / Muzyka (m)                                                                        | Runda 1       | Runda 2       | Razem         | Miejsce | Rezultat     |
| ---- | ------------------------------------------------- | ----------------------- | --------------------------------------------------------------------------------------------- | ------------- | ------------- | ------------- | ------- | ------------ |
| 1    | David Lindgren                                    | „We Are Your Tomorrow”  | Anderz Wrethov (t/m), Sharon Vaughn (t/m), Gustav Efraimsson (t/m)                            | 807,52        | 64,752        | 872,272       | 2       | Finał        |
| 2    | Victor och Natten                                 | „100%”                  | Dag Lundberg (t/m), Melker (t/m), Jesper Lundh (t/m)                                          | 427,891       | —             | 427,891       | 6       | Odpadł       |
| 3    | Molly Pettersson Hammar                           | „Hunger”                | Joy Deb (t/m), Linnea Deb (t/m), Anton Hård af Segerstad (t/m), Molly Pettersson Hammar (t/m) | 657,452       | 46,011        | 703,463       | 4       | Druga szansa |
| 4    | Isa                                               | „I Will Wait”           | Anton Hård af Segerstad (t/m), Joy Deb (t/m), Linnea Deb (t/m), Nikki Flores (t/m)            | 786,203       | 63,939        | 849,596       | 3       | Druga szansa |
| 5    | Krista Siegfrids                                  | „Faller”                | Krista Siegfrids (t/m), Gabriel Alares (t/m), Magnus Wallin (t/m), Gustaf Svenungsson (t/m)   | 452,301       | 36,341        | 486,642       | 5       | Odpadła      |
| 6    | Patrik Isaksson, Tommy Nilsson i Uno Svenningsson | „Håll mitt hjärta hårt” | Patrik Isaksson (t/m), Tommy Nilsson (t/m), Uno Svenningsson (t/m)                            | 371,29        | —             | 371,29        | 7       | Odpadli      |
| 7    | Wiktoria                                          | „Save Me”               | Jens Siverstedt (t/m), Lauren Dyson (t/m), Jonas Wallin (t/m)                                 | 832,355       | 91,648        | 924,003       | 1       | Finał        |

Legenda:
     Uczestnicy, którzy awansowali do finału
     Uczestnicy, którzy trafili do drugiej szansy

### Półfinał 3
Trzeci półfinał odbył się 20 lutego 2016 w Himmelstalundshallen w Norrköping, koncert poprowadzili Gina Dirawi i Henrik Schyffert.
Spośród siedmiu uczestników bezpośrednio do finału awansowali: Lisa Ajax z piosenką „My Heart Wants Me Dead” oraz Oscar Zia z utworem „Human”, a SaRaha oraz Boris René ze swoimi kompozycjami trafili do koncertu drugiej szansy.
| L.p. | Artysta                       | Piosenka                 | Tekst (t) / Muzyka (m) | Liczba głosów | Liczba głosów | Liczba głosów | Miejsce | Rezultat     |
| L.p. | Artysta                       | Piosenka                 | Tekst (t) / Muzyka (m) | Runda 1       | Runda 2       | Razem         | Miejsce | Rezultat     |
| ---- | ----------------------------- | ------------------------ | --- | ------------- | ------------- | ------------- | ------- | ------------ |
| 1    | SaRaha                        | „Kizunguzungu”           | Anderz Wrethov (t/m), Sara „SaRaha” Larsson (t/m), Arash Labaf (t/m)                                                                | 506,273       | 66,361        | 572,634       | 4       | Druga szansa |
| 2    | Swingfly feat. Helena Gutarra | „You Carved Your Name”   | Jocke Åhlund (t/m), Andreas Kleerup (t/m)                                                                                           | 411,04        | —             | 411,04        | 6       | Odpadli      |
| 3    | Smilo                         | „Weight of the World”    | Arvid Ångström (t/m), Dennis Babic (t/m), Oscar Berglund Juhola (t/m), Anton Göransson (t/m), Robin Danielsson (t/m)                | 524,216       | 37,007        | 561,223       | 5       | Odpadł       |
| 4    | After Dark                    | „Kom ut som en stjärna”  | Sven-Inge Sjöberg (t/m), Lennart Wastesson (t/m), Larry Forsberg (t/m), Lina Eriksson (t/m), Kent Olsson (t/m), Calle Kindbom (t/m) | 355,959       | —             | 355,959       | 7       | Odpadł       |
| 5    | Lisa Ajax                     | „My Heart Wants Me Dead” | Linnea Deb (t/m), Joy Deb (t/m), Anton Hård af Segerstad (t/m)                                                                      | 880,118       | 68,76         | 948,878       | 1       | Finał        |
| 6    | Boris René                    | „Put Your Love on Me”    | Boris René (t/m), Tobias Lundgren (t/m), Tim Larsson (t/m)                                                                          | 598,521       | 57,891        | 656,412       | 3       | Druga szansa |
| 7    | Oscar Zia                     | „Human”                  | Oscar Zia (t/m), Victor Thell (t/m), Maria Smith (t/m)                                                                              | 791,989       | 78,463        | 870,452       | 2       | Finał        |

Legenda:
     Uczestnicy, którzy awansowali do finału
     Uczestnicy, którzy trafili do drugiej szansy

### Półfinał 4
Czwarty półfinał odbył się 27 lutego 2016 w Gavlerinken Arena w Gävle, koncert prowadziły Gina Dirawi i Sarah Dawn Finer.
Spośród siedmiu uczestników bezpośrednio do finału awansowali: Molly Sandén z piosenką „Youniverse” oraz Frans z utworem „If I Were Sorry”, a Dolly Style oraz Panetoz ze swoimi kompozycjami trafili do koncertu drugiej szansy.
| L.p. | Artysta          | Piosenka              | Tekst (t) / Muzyka (m) | Liczba głosów | Liczba głosów | Liczba głosów | Miejsce | Rezultat     |
| L.p. | Artysta          | Piosenka              | Tekst (t) / Muzyka (m) | Runda 1       | Runda 2       | Razem         | Miejsce | Rezultat     |
| ---- | ---------------- | --------------------- | --- | ------------- | ------------- | ------------- | ------- | ------------ |
| 1    | Eclipse          | „Runaways”            | Erik Mårtensson (t/m) | 462,162       | 54,294        | 516,456       | 5       | Odpadli      |
| 2    | Dolly Style      | „Rollercoaster”       | Thomas G:son (t/m), Peter Boström (t/m), Alexandra Salomonsson (t/m)                                                              | 563,559       | 33,537        | 597,096       | 4       | Druga szansa |
| 3    | Martin Stenmarck | „Du tar mig tillbaks” | David Stenmarck (t/m) | 345,313       | —             | 345,313       | 6       | Odpadł       |
| 4    | Linda Bengtzing  | „Killer Girl”         | Mattias Kallenberger (t/m), Andreas Berlin (t/m), Linda Bengtzing (t/m), Dag Öhrlund (t/m)                                        | 330,615       | —             | 330,615       | 7       | Odpadła      |
| 5    | Frans            | „If I Were Sorry”     | Oscar Fogelström (t/m), Michael Saxell (t/m), Fredrik Andersson (t/m), Frans Jeppsson Wall (t/m)                                  | 870,725       | 147,443       | 1,018,168     | 1       | Finał        |
| 6    | Panetoz          | „Håll om mig hårt”    | Jimmy Jansson (t/m), Karl-Ola Kjellholm (t/m), Jakke Erixson (t/m), Pa Modou Badjie (t/m), Njol Badjie (t/m), Nebeyu Baheru (t/m) | 766,466       | 67,694        | 834,16        | 3       | Druga szansa |
| 7    | Molly Sandén     | „Youniverse”          | Molly Sandén (t/m), Danny Saucedo (t/m), John Alexis (t/m)                                                                        | 852,284       | 85,091        | 937,375       | 2       | Finał        |

Legenda:
     Uczestnicy, którzy awansowali do finału
     Uczestnicy, którzy trafili do drugiej szansy

## Druga szansa
Koncert drugiej szansy odbył się 5 marca 2016 w Halmstad Arena w Halmstad, koncert poprowadzili Gina Dirawi, Ola Salo i Peter Jöback.
Do finału ostatecznie zakwalifikowało się czterech uczestników: Panteoz, Boris René, SaRaha oraz Samir i Viktor.
| Półfinał | Artysta                 | Piosenka              | Duet |
| -------- | ----------------------- | --------------------- | ---- |
| 1        | Samir i Viktor          | „Bada nakna”          | 4    |
| 1        | Albin i Mattias         | „Rik”                 | 2    |
| 2        | Molly Pettersson Hammar | „Hunger”              | 1    |
| 2        | Isa                     | „I Will Wait”         | 3    |
| 3        | SaRaha                  | „Kizunguzungu”        | 3    |
| 3        | Boris René              | „Put Your Love On Me” | 2    |
| 4        | Dolly Style             | „Rollercoaster”       | 4    |
| 4        | Panteoz                 | „Håll om mig hårt”    | 1    |

### Duety
| L.p.   | Artysta                 | Piosenka              | Liczba głosów | Rezultat |
| ------ | ----------------------- | --------------------- | ------------- | -------- |
| Duet 1 |                         |                       |               |          |
| 1      | Panteoz                 | „Håll om mig hårt”    | 965,823       | Finał    |
| 2      | Molly Pettersson Hammar | „Hunger”              | 503,953       | Odpadła  |
| Duet 2 |                         |                       |               |          |
| 1      | Albin i Matias          | „Rik”                 | 753,852       | Odpadli  |
| 2      | Boris René              | „Put Your Love On Me” | 836,686       | Finał    |
| Duet 3 |                         |                       |               |          |
| 1      | Isa                     | „I Will Wait”         | 763,862       | Odpadła  |
| 2      | SaRaha                  | „Kizunguzungu”        | 775,093       | Finał    |
| Duet 4 |                         |                       |               |          |
| 1      | Dolly Style             | „Rollercoaster”       | 571,216       | Odpadły  |
| 2      | Samir i Viktor          | „Bada nakna”          | 907,432       | Finał    |

Legenda:
     Uczestnicy, którzy awansowali do finału

## Finał
Finał odbył się 12 marca 2016 w Friends Arena w Solnie w Sztokholmie, koncert poprowadzili Gina Dirawi i William Spetz. Ostatecznie zwycięzcą preselekcji został Frans z piosenką „If I Were Sorry”, zdobywając w sumie 156 punktów.
| L.p. | Artysta         | Piosenka                 | Liczba punktów | Liczba punktów | Liczba punktów | Miejsce |
| L.p. | Artysta         | Piosenka                 | Jury           | Widzowie       | Razem          | Miejsce |
| ---- | --------------- | ------------------------ | -------------- | -------------- | -------------- | ------- |
| 1    | Panteoz         | „Håll om mig hårt”       | 14             | 39             | 53             | 8       |
| 2    | Lisa Ajax       | „My Heart Wants Me Dead” | 23             | 33             | 56             | 7       |
| 3    | David Lindgren  | „We Are Your Tomorrow”   | 11             | 28             | 39             | 11      |
| 4    | SaRaha          | „Kizunguzungu”           | 11             | 36             | 47             | 9       |
| 5    | Oscar Zia       | „Human”                  | 89             | 43             | 132            | 2       |
| 6    | Ace Wilder      | „Don’t Worry”            | 83             | 35             | 118            | 3       |
| 7    | Robin Bengtsson | „Constellation Prize”    | 40             | 43             | 83             | 5       |
| 8    | Molly Sandén    | „Youniverse”             | 39             | 37             | 76             | 6       |
| 9    | Boris René      | „Put Your Love on Me”    | 6              | 35             | 41             | 10      |
| 10   | Frans           | „If I Were Sorry”        | 88             | 68             | 156            | 1       |
| 11   | Wiktoria        | „Save Me”                | 69             | 45             | 114            | 4       |
| 12   | Samir i Viktor  | „Bada nakna”             | 0              | 31             | 31             | 12      |

Legenda:
     Zdobywca pierwszego miejsca
     Zdobywca drugiego miejsca
     Zdobywca trzeciego miejsca